# Saint-Andéol (Isère)
Pour les articles homonymes, voir Saint-Andéol.
Saint-Andéol est une commune française située dans le département de l'Isère, en région Auvergne-Rhône-Alpes.
Ses habitants sont appelés les Saint-Andéolous.
Site internet : https://saint-andeol.fr/

## Géographie

### Situation et description

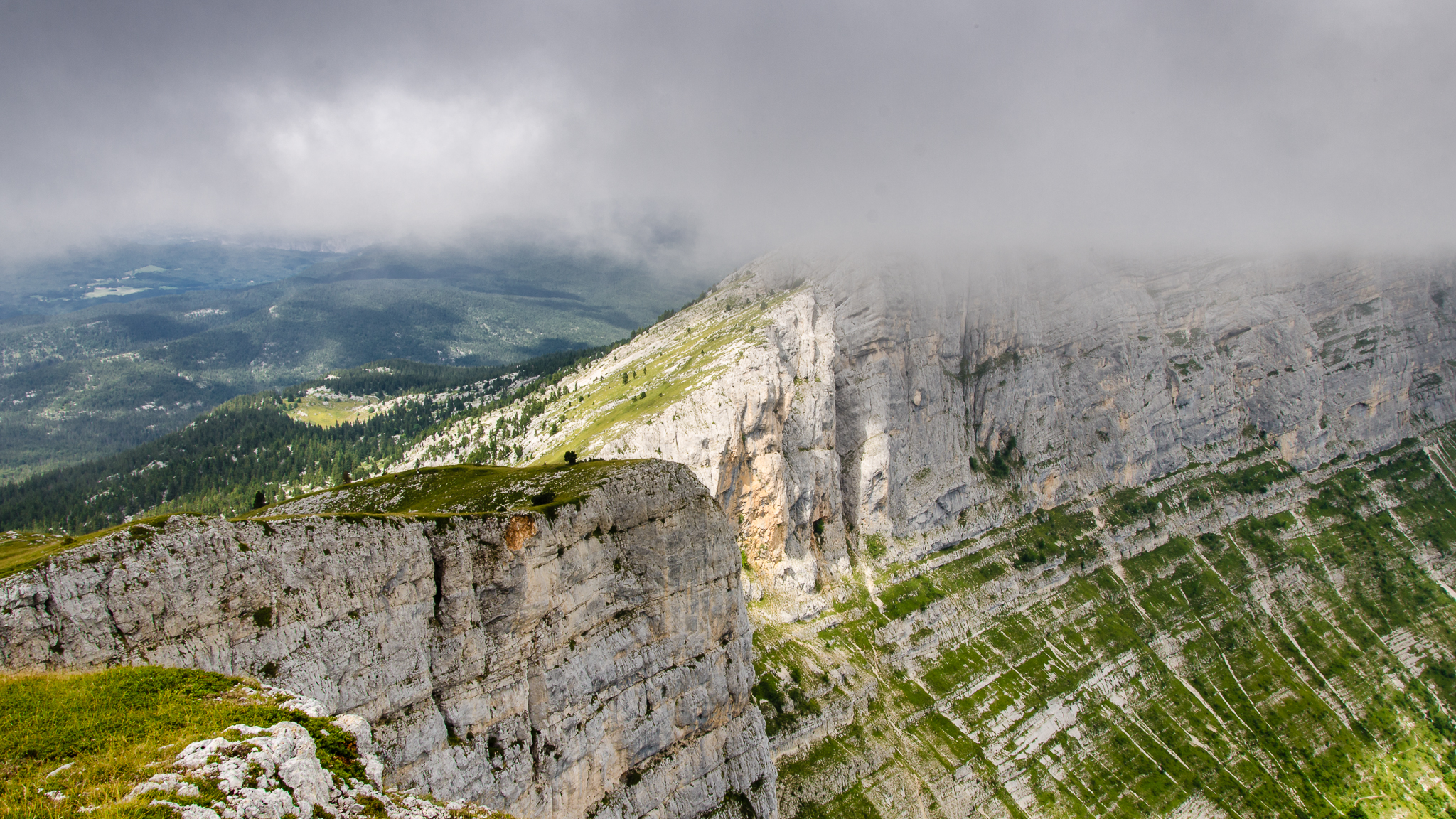
Le massif du Vercors à Saint-Andéol.

Situé au cœur du balcon est du Vercors et adhérente à la communauté de communes du Trièves, le territoire de cette commune, à l'aspect fortement rural, fait partie du parc naturel régional du Vercors.

### Géologie
Sites géologiques remarquables
La « plaine karstique ("poljé") de Darbounouse », sur les Hauts-Plateaux du Vercors, est un site géologique remarquable de 77,4 hectares, qui se trouve à 1 300 mètres d'altitude environ, sur les communes de La Chapelle-en-Vercors (au lieu-dit Darbounouse), de Saint-Agnan-en-Vercors et de Saint-Andréol.
En 2014, elle est classée dans l'« Inventaire du patrimoine géologique ».

### Climat
Pour des articles plus généraux, voir Climat d'Auvergne-Rhône-Alpes et Climat de l'Isère.
En 2010, le climat de la commune est de type climat de montagne, selon une étude du Centre national de la recherche scientifique s'appuyant sur une série de données couvrant la période 1971-2000. En 2020, Météo-France publie une typologie des climats de la France métropolitaine dans laquelle la commune est exposée à un climat de montagne ou de marges de montagne et est dans une zone de transition entre les régions climatiques « Alpes du nord » et « Alpes du sud ». 
Pour la période 1971-2000, la température annuelle moyenne est de 8,8 °C, avec une amplitude thermique annuelle de 16,6 °C. Le cumul annuel moyen de précipitations est de 1 168 mm, avec 10,2 jours de précipitations en janvier et 6,5 jours en juillet. Pour la période 1991-2020, la température moyenne annuelle observée sur la station météorologique de Météo-France la plus proche, « Monestier », sur la commune de Monestier-de-Clermont à 8 km à vol d'oiseau, est de 9,9 °C et le cumul annuel moyen de précipitations est de 1 062,6 mm,. Pour l'avenir, les paramètres climatiques de la commune estimés pour 2050 selon différents scénarios d'émission de gaz à effet de serre sont consultables sur un site dédié publié par Météo-France en novembre 2022.

### Voies de communication
Positionné sur le balcon est du massif du Vercors, le territoire de la commune est situé à l'écart des grands axes de circulation. Seules les RD242 et RD242a la relient aux autres communes de la communauté de communes du Trièves.

## Urbanisme

### Typologie
Au 1er janvier 2024, Saint-Andéol est catégorisée commune rurale à habitat dispersé, selon la nouvelle grille communale de densité à sept niveaux définie par l'Insee en 2022.
Elle est située hors unité urbaine. Par ailleurs la commune fait partie de l'aire d'attraction de Grenoble, dont elle est une commune de la couronne,. Cette aire, qui regroupe 204 communes, est catégorisée dans les aires de 700 000 habitants ou plus (hors Paris),.

### Occupation des sols
L'occupation des sols de la commune, telle qu'elle ressort de la base de données européenne d’occupation biophysique des sols Corine Land Cover (CLC), est marquée par l'importance des forêts et milieux semi-naturels (91,4 % en 2018), une proportion sensiblement équivalente à celle de 1990 (91,5 %). La répartition détaillée en 2018 est la suivante : 
forêts (65,4 %), espaces ouverts, sans ou avec peu de végétation (19,9 %), prairies (7,1 %), milieux à végétation arbustive et/ou herbacée (6,1 %), zones agricoles hétérogènes (1,5 %). L'évolution de l’occupation des sols de la commune et de ses infrastructures peut être observée sur les différentes représentations cartographiques du territoire : la carte de Cassini (XVIIIe siècle), la carte d'état-major (1820-1866) et les cartes ou photos aériennes de l'IGN pour la période actuelle (1950 à aujourd'hui).

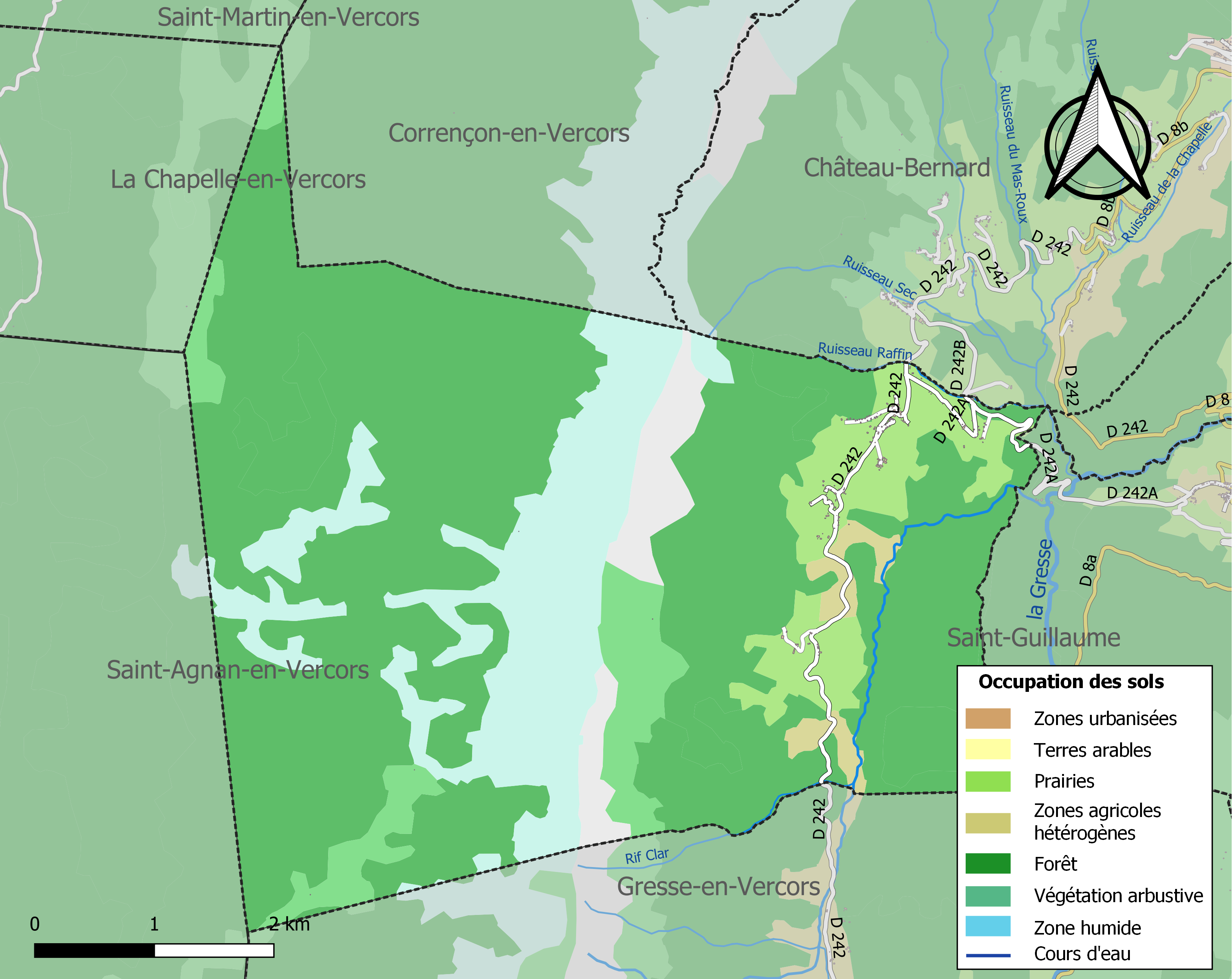
Carte des infrastructures et de l'occupation des sols de la commune en 2018 (CLC).

### Risques naturels et technologiques

#### Risques sismiques
L'ensemble du territoire de la commune de Saint-Andéol est situé en zone de sismicité no 4 (sur une échelle de 1 à 5), mais en bordure occidentale de la zone no 3.
| Type de zone | Niveau            | Définitions (bâtiment à risque normal) |
| ------------ | ----------------- | -------------------------------------- |
| Zone 4       | Sismicité moyenne | accélération = 1,6 m/s2                |

## Histoire

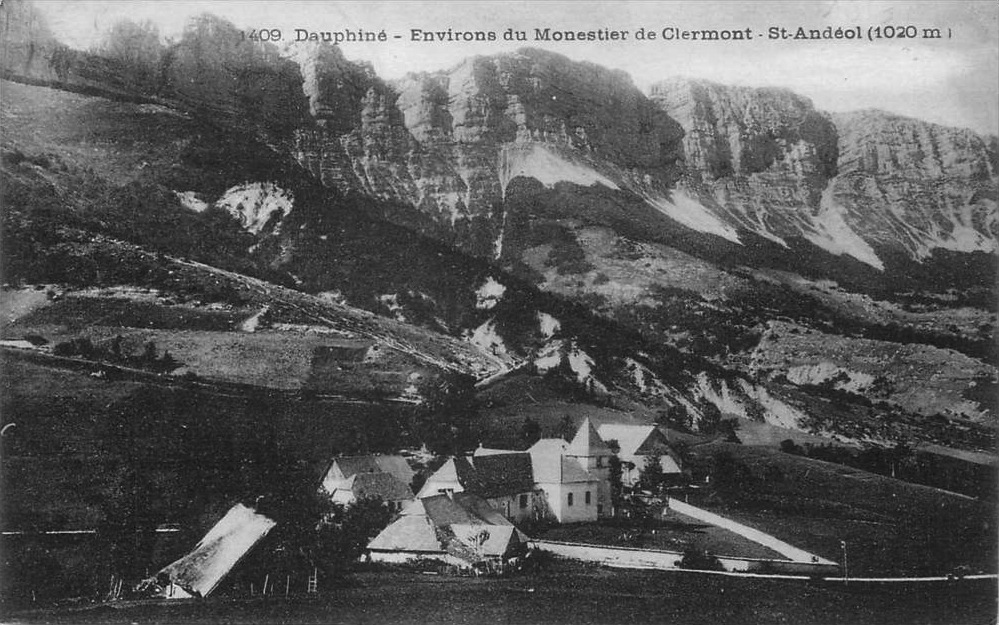
Vue générale de Saint-Andéol au début du XXe siècle.

### Administration municipale

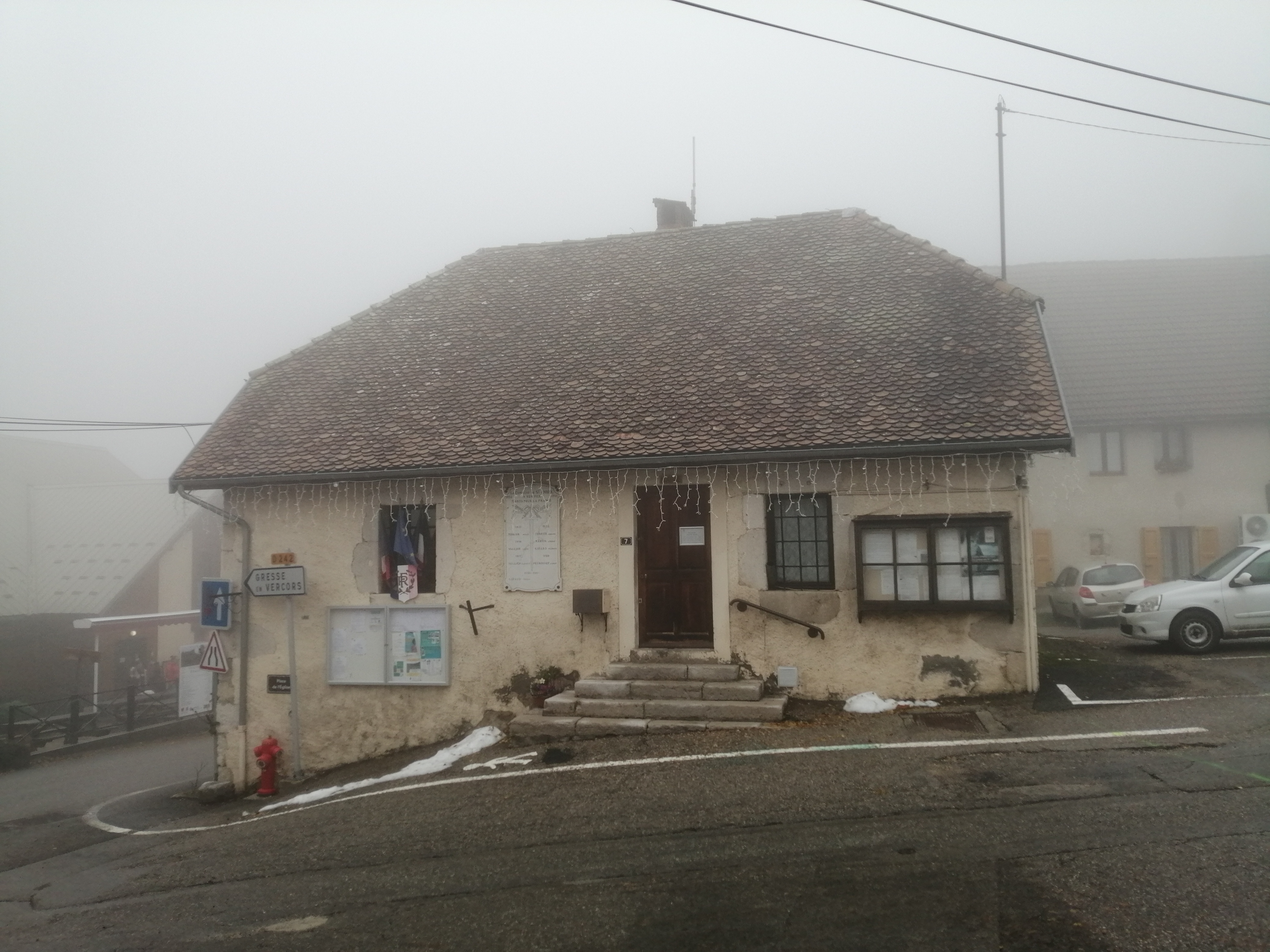
La mairie de Saint-Andéol.

## Politique et administration

### Liste des maires
| Période                                  | Période  | Identité            | Étiquette | Qualité   |
| ---------------------------------------- | -------- | ------------------- | --------- | --------- |
| avant 1988                               | ?        | Jean-Pierre Soriano |           |           |
| 2001                                     | 2014     | Bernard Catry       |           |           |
| 2014                                     | 2020     | Solange Saulnier    | SE        | Retraitée |
| 2020                                     | En cours | Gilles Cleret       |           |           |
| Les données manquantes sont à compléter. |          |                     |           |           |

## Population et société

### Démographie
L'évolution du nombre d'habitants est connue à travers les recensements de la population effectués dans la commune depuis 1793. Pour les communes de moins de 10 000 habitants, une enquête de recensement portant sur toute la population est réalisée tous les cinq ans, les populations de référence des années intermédiaires étant quant à elles estimées par interpolation ou extrapolation. Pour la commune, le premier recensement exhaustif entrant dans le cadre du nouveau dispositif a été réalisé en 2007.

En 2022, la commune comptait 119 habitants, en évolution de −3,25 % par rapport à 2016 (Isère : +3,07 %, France hors Mayotte : +2,11 %).
| 1793 | 1800 | 1806 | 1821 | 1831 | 1836 | 1841 | 1846 | 1851 |
| ---- | ---- | ---- | ---- | ---- | ---- | ---- | ---- | ---- |
| 226  | 209  | 255  | 200  | 200  | 227  | 250  | 257  | 273  |

| 1856 | 1861 | 1866 | 1872 | 1876 | 1881 | 1886 | 1891 | 1896 |
| ---- | ---- | ---- | ---- | ---- | ---- | ---- | ---- | ---- |
| 265  | 267  | 236  | 219  | 223  | 214  | 221  | 191  | 180  |

| 1901 | 1906 | 1911 | 1921 | 1926 | 1931 | 1936 | 1946 | 1954 |
| ---- | ---- | ---- | ---- | ---- | ---- | ---- | ---- | ---- |
| 159  | 134  | 142  | 86   | 89   | 95   | 98   | 73   | 86   |

| 1962 | 1968 | 1975 | 1982 | 1990 | 1999 | 2006 | 2007 | 2012 |
| ---- | ---- | ---- | ---- | ---- | ---- | ---- | ---- | ---- |
| 70   | 53   | 68   | 66   | 92   | 123  | 115  | 114  | 128  |

| 2017 | 2022 | - | - | - | - | - | - | - |
| ---- | ---- | - | - | - | - | - | - | - |
| 122  | 119  | - | - | - | - | - | - | - |

### Enseignement
La commune est rattachée à l'académie de Grenoble.

### Médias
Le quotidien régional historique des Alpes tirant à grand tirage est Le Dauphiné libéré. Celui-ci consacre, chaque jour, y compris le dimanche, dans son édition locale Grenoble-Vercors, un ou plusieurs articles à l'actualité de la communauté de communes, du canton, ainsi que des informations sur les éventuelles manifestations locales, les travaux routiers, et autres événements divers à caractère local au niveau de la commune.

### Cultes
L'église de Saint-Andéol est rattachée à la paroisse « Notre Dame d'Esparron » qui couvre 28 autres églises du secteur et dont elle abrite la maison paroissiale. cette paroisse dépend de la Doyenné « Montagnes Sud » et du diocèse de Grenoble-Vienne.

## Culture et patrimoine

### Lieux et monuments

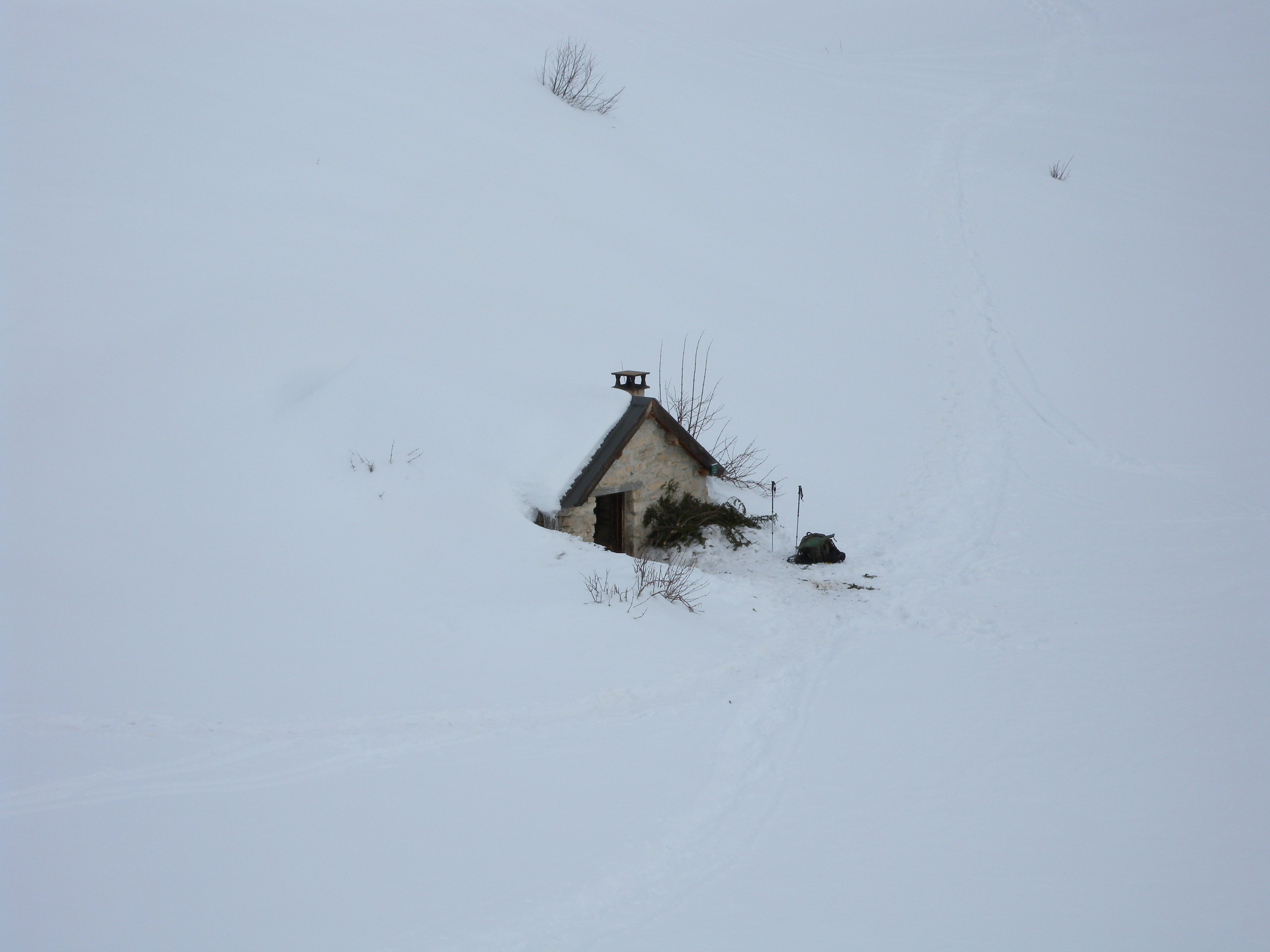
Le refuge de Tiolache du Milieu, dans le parc naturel régional du Vercors.

#### Patrimoine religieux
- Église paroissiale Saint-Andéol

#### Patrimoine civil
- Mairie et son monument aux morts communal qui se limite à une plaque en marbre gravée avec représentation d'une épée la pointe en bas sur la façade d'une petite maison[20].

### Héraldique
|  | Saint-Andéol (Isère) possède des armoiries dont l'origine et le blasonnement exact ne sont pas disponibles. |

## Économie
Les principales activités économiques de la commune sont basées sur l’élevage de moutons et les ressources forestières.